# Generali Open Kitzbühel 2020
Generali Open Kitzbühel 2020 — тенісний турнір, що проходив на ґрунтових кортах у місті Кіцбюель, Австрія з 7 до 13 вересня. Належав до категорії ATP 250, був турніром серії Austrian Open Kitzbühel 2020 року.

## Фінальна частина

### Одиночний розряд
Міомір Кецмановіч —  Яннік Ганфманн 6–4, 6–4

### Парний розряд
Остін Крайчек /  Франко Шкугор —  Марсель Гранольєрс /  Орасіо Себальйос 7–6(7–5), 7–5